# Genmab

Genmab är ett danskt läkemedelsbolag som utvecklar antikroppsbaserade läkemedel. Företaget bildades i februari 1999 i Köpenhamn af Florian Schönharting. År 2000 noterades bolaget på Köpenhamnsbörsen och Frankfurtbörsen.